# Långtjärnen (Älvsby socken, Norrbotten, 731355-172954)
Långtjärnen är en sjö i Älvsbyns kommun i Norrbotten och ingår i Piteälvens huvudavrinningsområde.